# アソートメント
アソートメント（英: assortment）とは、アメリカ合衆国の商学者であるロー・オルダーソンによって提唱された商学用語であり、人間の消費を構成する複数の財の組み合わせのことを意味する。オルダーソンは経済活動の目的は、より便利で豊かなアソートメントを準備することとしている。
オルダーソンは、アソートメントを構成するための財は加工を終えた状態であるとしている。例えば紙となる以前のパルプや木材のような、組み合わされたところでは消費の役に立たない状態の財の集合のことを集塊物と呼んでおり、集塊物を構成していた材料が加工を終えて、有意味な財の集合となった状態のことをアソートメントとしている。